# Teletubbies
Teletubbies is een Engelse televisieserie, in 1996 ontwikkeld door de BBC en vanaf 1997 uitgezonden. Het programma is gemaakt voor kinderen tot 3 jaar en wordt inmiddels over de hele wereld uitgezonden: in Nederland op NPO 3 (eerder bij het jeugdblok Xieje op 2, later ook tijdens de Schooltv-uitzendingen), in Vlaanderen op vtmKzoom. De Teletubbies zijn zeer succesvol. In hun zogenaamde avonturen zit veel herhaling, hetgeen volgens sommigen goed is voor de ontwikkeling van kinderen.

## Opzet
De Teletubbies zijn vier poppen die in en rond hun huis in een felgroen heuvellandschap allerlei eenvoudige avonturen beleven. De Teletubbies wonen in Teletubbieland, waar veel konijnen rondhuppelen en pratende bloemen zijn. In de zon zit een babygezichtje dat steeds lacht. Vanwege de doelgroep (baby's en peuters) zit er veel herhaling in de filmpjes. Zo reageren de Teletubbies spontaan als de wind opsteekt (te zien aan de draaiende windmolen met daaromheen een kring van sterretjes), waarna muziek volgt. Vrolijke muziek betekent een filmpje dat op de buik van een van de Teletubbies wordt geprojecteerd, lugubere muziek wordt gevolgd door een rollenspel. Er wordt weinig gesproken. Het merendeel van de tekst bestaat uit krom uitgesproken kreten die iedere aflevering terugkomen, zoals
- A-oh! (Hallo)
- Nogkeer! (Nog een keertje!)
- O-oh! (Uitroep wanneer er iets verkeerd gaat)
- Dada! (Dag dag!, aan het eind van elke aflevering)

## Personages
De Teletubbie-serie kent de volgende personages:
| Naam                            | Kleur | Figuur op het hoofd | Leeftijd | Attribuut    | Britse stem                                              | Nederlandse stem | Vlaamse stem      |
| ------------------------------- | ----- | ------------------- | -------- | ------------ | -------------------------------------------------------- | ---------------- | ----------------- |
| Tinky Winky                     | Paars | Driehoek            | Oudste   | Rode handtas | Mark Heenehan Dave Thompson Simon Shelton Jeremiah Krage | Stan Limburg     |                   |
| Dipsy                           | Groen | Staafje             |          | Hoed         | John Simmit                                              | Huub Dikstaal    | Karen De Visscher |
| Laa-Laa                         | Geel  | Krul                |          | Bal          | Nikky Smedley                                            | Marjolein Algera |                   |
| Po                              | Rood  | Cirkel              | Jongste  | Step         | Pui Fan Lee                                              | Marlies Somers   | Vicky Florus      |
| Verteller                       |       |                     |          |              | Tim Whitnall                                             | Jon van Eerd     | Luc Vandeput      |
| Omroeper                        |       |                     |          |              | John Thompson                                            | Fred Meijer      |                   |
| Baby in zon (gezicht en gelach) |       |                     |          |              | Jessica Smith                                            | Jessica Smith    |                   |

Verder komt in de serie onder andere Noo-Noo (zeg: Noe-Noe) voor, een blauwe stofzuiger die alles opzuigt dat in zijn buurt staat. Dit kan hij echter ook weer uitspugen door te blazen. Hierdoor komt alles wat hij heeft opgezogen weer ongeschonden uit zijn slurf. 

## Seizoenen
| Seizoen | Afleveringen | Eerste uitzending                 |
| ------- | ------------ | --------------------------------- |
| 1       | 118          | 31 maart 1997 - 31 december 1997  |
| 2       | 126          | 1 januari 1998 - 31 december 1998 |
| 3       | 56           | 1 januari 1999 - 17 december 1999 |
| 4       | 30           | 31 juli 2000 - 22 december 2000   |
| 5       | 35           | 1 januari 2001 - 16 februari 2001 |
| 6       | 60           | 9 november 2015 - 4 november 2016 |

## Omstreden
Bij de introductie van de Teletubbies kwam er vanuit meerdere hoeken kritiek. Zo waren opvoeddeskundigen van mening dat kinderen er slecht door zouden gaan praten, omdat de personages weinig en slecht spraken. Anderen vonden dat homoseksualiteit gepropageerd werd, door de paarse Teletubbie Tinky Winky, die een rood handtasje als speelgoed had. In mei 2007 maakte de Poolse regering zich zorgen over de invloed hiervan op kinderen en de kinderombudsvrouw Ewa Sowińska wilde een officieel onderzoek instellen. Vanuit de christelijke hoek kwam er commentaar op vermeende verwijzingen naar new age, onder meer door de vier symbolen die de Teletubbies op hun hoofd droegen.

## Teletubbieland en de Huisheuvel
Niet alle kinderen kunnen vrij buiten spelen, vandaar dat Teletubbieland bewust is ontworpen als een weidse groene buitenruimte. De Teletubbies-afleveringen werden bij Sweet Knowle Farm opgenomen - op een groene heuvel met echte bloemen, echte bomen, echte  konijnen (Vlaamse reuzen), een windmolen en stemtoeters. Het huis werd aangelegd in een klein dal dat speciaal werd gegraven. De Sweet Knowle Farm is een boerderij in het Britse Wimpstone, een dorp tussen Stratford-upon-Avon en Shipston-on-Stour in het landelijke Engelse Warwickshire. De eigenaar ontving £ 1000 voor elke maand dat er werd gefilmd. Na afloop is het uitgegraven dal omgevormd tot een meertje.
Hoewel in de buitenlucht wordt gefilmd, worden de lucht en de wolken met de computer toegevoegd. Als dat niet gedaan zou worden, zou men een weiland met schapen en hoogspanningsmasten te zien krijgen.
Voor het begin van de opnames was Teletubbieland nog een groot gat in de grond. De bloemen en andere sets zijn inmiddels verdwenen. Op de plaats waar de Huisheuvel heeft gestaan is nu een meertje gemaakt.
De coördinaten van Teletubbieland zijn 
52° 8′ NB, 1° 42′ WL

## Nieuwe afleveringen
Op 13 juni 2014 raakte bekend dat de BBC nieuwe afleveringen van het kinderprogramma gaat opnemen. Het bekende decor zal een modernere look krijgen, maar zal 'de erfenis respecteren', zo liet producent Darrall Macqueen weten. De afleveringen werden in 2015/2016 uitgezonden.

## Trivia
- De Teletubbies was ook de bijnaam van vier mediagenieke, socialistische politici (Patrick Janssens, Steve Stevaert, Johan Vande Lanotte en Frank Vandenbroucke), die in het begin van de jaren 2000 aan het hoofd van de destijds populaire partij sp.a stonden.[2][3]
- Toen de Teletubbies in 1998 in Nederland op televisie verschenen, kwam de nog jonge omroep BNN met een parodie: de Teringtubbies, waar vooral veel seks en geweld in voorkwam. Na enkele maanden werd het programma wegens het vele protest (niet in de laatste plaats van de BBC) beëindigd.